# Phoenix Lake-Cedar Ridge
Phoenix Lake-Cedar Ridge is een plaats (census-designated place) in de Amerikaanse staat Californië, en valt bestuurlijk gezien onder Tuolumne County.

## Demografie
Bij de volkstelling in 2000 werd het aantal inwoners vastgesteld op 5123.

## Geografie
Volgens het United States Census Bureau beslaat de plaats een oppervlakte van
65,8 km², waarvan 65,4 km² land en 0,4 km² water.

## Plaatsen in de nabije omgeving
De onderstaande figuur toont nabijgelegen plaatsen in een straal van 8 km rond Phoenix Lake-Cedar Ridge.